# 热纳维耶芙·克洛
热纳维耶芙·克洛（法語：Geneviève Clot，1964年1月29日—），法国女子乒乓球运动员。她曾代表法国参加2004年和2008年夏季残疾人奥林匹克运动会乒乓球比赛，其中2004年夏季残奥会获得一枚金牌和一枚银牌。